# Jørgen Ingmann
Jørgen Ingmann (26. kolovoza 1925. – 21. ožujka 2015.) je pjevač iz Kopenhagena, Danska.
Tijekom 1940-ih i 1950-ih je radio s Svendom Asmussenom, jazz violinistom. 1955. je nastupao s violinističkim orkestrom, te je upoznao pjevačicu Grethu s kojom je počeo pjevati. 1956. su se vjenčali. Zajedno su nastupali u duetu Grethe og Jørgen Ingmann. 1963. su pobijedili na Eurovizji s pjesmom "Dansevise". Imali su 42 boda (2 boda više od drugoplasirane Švicarske koju je predstavljao Esther Ofarim s pjesmom "T'en Va Pas"). 1975. su se razveli. Jørgen je postao skladatelj.